# Rebeka (zespół muzyczny)
Rebeka to polski zespół muzyczny wykonujący electro pop, założony w 2008 roku w Poznaniu przez Iwonę Skwarek. W 2010 skład zwiększył się o drugą osobę – Bartosza Szczęsnego.
Charakterystyczne dla zespołu jest wykorzystywanie keyboardu Casio w połączeniu z komputerem oraz emocjonalne, minimalistyczne kompozycje połączone z tekstami w języku angielskim. Zespół ma na koncie wiele koncertów, jak też single Fail, Stars i debiutancką płytę Hellada, na którą składa się dwanaście kompozycji. Zespół koncertuje głównie w Polsce (w tym udział m.in. w festiwalach Heineken Open’er w Gdyni, Burn Selector w Krakowie i Free Form Festival w Warszawie), ale zdążył już odwiedzić kilka festiwali poza granicami kraju, we Francji i Niemczech. 

## Dyskografia
Albumy
| Stars (EP)                  | - Data: 1 maja 2012 - Wydawca: Discotexas         | —  |
| Hellada                     | - Data: 17 maja 2013 - Wydawca: Brennnessel/Agora | —  |
| Rebeka (EP)                 | - Data: 2015 - Wydawca: Brennnessel               | —  |
| Davos                       | - Data: 18 marca 2016 - Wydawca: ART2/Agora       | 20 |
| Post Dreams                 | - Data: 22 lutego 2019 - Wydawca: Agora           | —  |
| "—" album nie był notowany. |                                                   |    |

Single
| "Nothing To Give" (Rebeka & Mirror People) | 2013 | —  | —           |
| "Unconscious"                              | 2014 | —  | Hellada     |
| "Breath"                                   | 2014 | —  | Rebeka      |
| "Breath (Robot Koch Remix)"                | 2015 | —  | —           |
| "Falling"                                  | 2016 | 8  | Davos       |
| "CaveGirl"                                 | 2018 | 19 | Post Dreams |
| "Fale"                                     | 2019 | —  | Post Dreams |
| "—" singel nie był notowany.               |      |    |             |

## Teledyski
| Tytuł         | Rok  | Reżyseria                               | Album   | Źródło |
| ------------- | ---- | --------------------------------------- | ------- | ------ |
| "Melancholia" | 2013 | Arkadiusz Nowakowski, Paulina Płachecka | Hellada | [ 1 ]  |
| "Unconscious" | 2013 | Martyna Iwańska                         | Hellada | [ 16 ] |
| "Fail"        | 2014 | Zuzanna Krajewska                       | Hellada | [ 17 ] |
| "Breath"      | 2015 | Mikołaj Syguda, Arkadiusz Nowakowski    | Rebeka  | [ 18 ] |
| "Perfect Man" | 2015 | Arkadiusz Nowakowski                    | Davos   | [ 19 ] |